# نايف بن خالد الوقاع
نايف بن خالد الوقاع , (1964-) أستاذ العقيدة والمذاهب المعاصرة والأمن الفكري- عضو المجلس العلمي- رئيس الدراسات المدنية- رئيس اللجنة الدائمة لشؤون الابتعاث والتدريب- رئيس لجنة التعيينات والاحتياج- عضو مجلس في كلية الملك خالد العسكرية، وتتناول ابحاثه العلمية العديدة من الدراسات منها القيم الإيمانية والأخلاقية في رسائل الملك عبد العزيز، أسس الأمن الفكري في العقيدة الإسلامية، البعد العقدي للكوارث في ضوء القرآن الكريم. الوقاع مستشار قائد كلية الملك خالد العسكرية أستاذ الدراسات الإسلامية (المتعاون) بـجامعة الملك سعود.

## المؤهلات العلمية
- دكتوراه في أصول دين.
- أستاذ دكتور في العقيدة والمذاهب المعاصرة، والأمن الفكري.

## الخبرات واللجان والمجالس
- رئيس لجنة الاحتياج والتعيين وحتى الآن.
- رئيس اللجنة الدائمة لشؤون الابتعاث والتدريب وحتى الآن.
- لإشراف العام على التخطيط للبرنامج والمواد الأكاديمية في الكلية وحتى الآن.
- الإشراف العام على التعليم الإلكتروني للمناهج والمقررات الأكاديمية وحتى الآن.
- مشارك بلجنة تحضير مشاركة الحرس الوطني للاحتفاء بمرور مئة عام على تأسيس المملكة.
- خبرة بالشؤون المالية والإدارية لعدة سنوات.
- خبير ومراجع لمقررات شعبة الدراسات الإسلامية في الكلية.
- تدريس موضوعات: الحضارة الإسلامية والنظام السياسي، والنظام القضائي، والنظام الاقتصادي، والنظام

الأسري، وحقوق الإنسان، والأمن الفكري، في كلية الملك خالد العسكرية ، وجامعة الملك سعود، والجامعة العربية المفتوحة، وجامعة الإمام محمد بن سعود الإسلامية، وكلية نايف للأمن الوطنـــي
الحضور والمشاركة في عدد من المؤتمرات والندوات العلمية المتخصصة في الداخل والخارج.
- المشاركة في عدد من البرامج التلفزيونية والإذاعية.
- تحكيم عدد من الكتب واستمارات البحوث العلمية.[3]
- مناقشة عدد من الرسائل العلمية.

## عضوية الجمعيات العلمية
- محكم عام معتمد بوزارة العدل في المملكة العربية السعودية.
- لجنة أصدقاء الصحة بوزارة الصحة في المملكة العربية السعودية.
- اللجنة الاجتماعية والجمعية العمومية بالجمعية الخيرية لرعاية الأيتام «إنسان».
- جمعية التوعية والتأهيل الاجتماعي" واعي".
- الجمعية السعودية لعلوم العقيدة والأديان والفرق والمذاهب.
- مجلس كلية الملك خالد العسكرية:"يعادل مجلس الجامعة.
- عضو المجلس العلمي لكلية الملك خالد العسكرية:"يعادل المجلس العلمي للجامعة.
- مجلس كلية الملك خالد العسكرية:"يعادل مجلس الجامعة.
- لجنة مسابقة القرآن الكريم الرابعة لطلبة الكليات العسكرية.
- عضو بالمهرجان الوطني للتراث والثقافة لعدة مرات.

## الدورات
| - دورة اللغة الإنجليزية من مدرسة ليفربول للغة الإنجليزية في المملكة المتحدة. - دورة إعداد الدراسات والاستشارات القانونية، معهد الإدارة العامة. - دورة الاتصال الإنساني الفعال في بيئة العمل، معهد الإدارة العامة. - دورة القيادة الإدارية، معهد الإدارة العامة. |

## الاهتمامات العلمية
- نشر عدد من المقالات في المجالات: العقدية والشرعية والأمنية والفكرية والاجتماعية والعلاقات الدولية.
- «المدرسة والأسرة والمسجد» حلقات متصلة في حماية الشباب الصغار من الانحراف |صحيفة الرياض
- البحث في مجال العقيدة والمذاهب المعاصرة، والأمن الفكري، وحقوق الإنسان، والقيم الإنسانية.
- الشاهد القرآني في منهج العقيدة الإسلامية والأمن الفكري – نايف بن خالد الوقاع.[4]